# Constitution éthiopienne de 1994
Lire en ligne

Constitution traduite en anglais : sur le site du Ministère éthiopien des affaires étrangères, d'ICL

Constitution de 1987
La Constitution éthiopienne de 1994, officiellement la Constitution de la République fédérale démocratique d'Éthiopie (en amharique : የኢትዮጵያ ፌዴራላዊ ዲሞክራሲያዊ ሪፐብሊክ ሕገ መንግሥት, yé Ityopya fédéralawi dimokrasiyawi ripeblik hege mingest), est la quatrième constitution de l’histoire de l'Éthiopie. Elle est entrée en vigueur le 8 décembre 1994.

## Structure
Débutant par un préambule, la Constitution comporte 106 articles et est divisée en onze chapitres :
- Chapitre 1 : Dispositions générales
- Chapitre 2 : Principes fondamentaux de la Constitution
- Chapitre 3 : Droits fondamentaux et libertés
- Chapitre 4 : Structure de l'État
- Chapitre 5 : Structure et divisions des pouvoirs
- Chapitre 6 : Les Chambres fédérales
- Chapitre 7 : Le Président de la République
- Chapitre 8 : Le pouvoir exécutif
- Chapitre 9 : Structure et pouvoirs des Cours
- Chapitre 10 : Principes et objectifs de la politique nationale
- Chapitre 11 : Dispositions diverses

## Contenu
D'inspiration soviétique, la Constitution a instauré un État fédéral et parlementaire basé sur des critères ethniques, le texte énumère les États fédérés à l’article 47-1 :
1) L’État du Tigré (Région Tigré)
2) L’État de l’Afar (Région Afar)
3) L’État Amhara (Région Amhara)
4) L’État de l’Oromia (Région Oromia)
5) L’État Somali (Région Somali)
6) L’État du Benishangul-Gumaz (Région Benishangul-Gumaz)
7) L’État des nations, nationalités et peuples du Sud (Région des nations, nationalités et peuples du Sud)
8) L’État des peuples Gambela (Région Gambela)
9) L’État du peuple Harari (Région Harar)
En plus de ces neuf États, deux villes disposent d’un statut particulier : Addis-Abeba (la capitale) et Dire Dawa.
La Constitution instaure également une démocratie basée sur un bicaméralisme parlementaire. Par ailleurs, le texte énumère dans le chapitre 2 de nombreux droits politiques et civiques mais également socio-économiques.
Nonobstant le fait que la Constitution soit la loi suprême du pays, plusieurs normes juridiques hiérarchiquement inférieures sont contraires à des dispositions constitutionnelles. Depuis l'entrée en vigueur, aucun amendement n'est venu modifier le texte.
S'inspirant des principes de l'URSS et en particulier de la Constitution soviétique de 1977, la Constitution éthiopienne prévoit explicitement que les régions peuvent faire sécession, particularité rare dans le monde.